# Claopodium
Claopodium là một chi rêu trong họ Thuidiaceae.